# ウルヴァリン:SAMURAI
『ウルヴァリン:SAMURAI』（ウルヴァリン サムライ、The Wolverine）は、2013年に公開されたアメリカ合衆国とイギリスの合作によるスーパーヒーロー映画。
監督はジェームズ・マンゴールド、脚本はスコット・フランクとマーク・ボンバックが務め、ヒュー・ジャックマン、福島リラ、岡本多緒、真田広之、ファムケ・ヤンセンらが出演している。
マーベル・コミックのキャラクター「ウルヴァリン」を題材としたウルヴァリン三部作の2作目であり、『ウルヴァリン:X-MEN ZERO』（2009年）の続編。「X-MEN」シリーズとしては6作目で、『X-MEN:ファイナル ディシジョン』（2006年）のスピンオフ/続編である。
原作はクリス・クレアモントとフランク・ミラーによる1982年のリミテッドシリーズ『ウルヴァリン』。
後に約12分の未公開シーンを追加した「エクステンデッド・エディション」を映像ソフトにて発表している。

## あらすじ
1945年、日本の長崎にいたローガン（ウルヴァリン）は原爆の爆発から青年将校・ヤシダ（矢志田市朗）を身を挺して助けた。
それから、数十年。『X-MEN:ファイナル ディシジョン』の最終決戦にて、ローガンは愛していた仲間のジーンを殺さなくてはいけなかった罪悪感とその悪夢に苛まれ、カナダの山奥に暮らしていた。日本の大企業グループ「矢志田産業」の総裁となっていたヤシダは、部下の女性ユキオ（雪緒）を使ってローガンを日本に招待する。老いて病の床にあったヤシダは「助けてもらったお礼にローガンを不老不死の生き地獄から解放する」と告げ死去する。
葬儀の中、ヤクザ軍団の襲撃を受けるヤシダの孫娘のマリコ（矢志田真理子）を守って、東京から長崎へ逃避行するウルヴァリンだが、ヤシダの言葉通りにDr. グリーンによって体の回復能力を奪われ本来の力が出せず、いつしか愛し合う関係になったマリコをヤクザに奪い去られてしまう。
ユキオの協力のもとマリコ救出に満身創痍の体で挑むウルヴァリンの前に、マリコの父親のシンゲン（矢志田信玄）、弓の名手ケンイチロウ・ハラダ（原田剣一郎）率いる忍者軍団、ヴァイパー、そしてパワードスーツ「シルバーサムライ」が立ちはだかる（原作と異なり、ハラダ自身はミュータントではない）。
全てを終えた2年後、空港でローガンの前にある2人組が現れる。

## キャスト
| 役名                                             | 俳優                           | 日本語吹替 |
| ------------------------------------------------ | ------------------------------ | ---------- |
| ローガン（ウルヴァリン）                         | ヒュー・ジャックマン           | 山路和弘   |
| マリコ・ヤシダ（矢志田真理子）                   | TAO                            | TAO        |
| ユキオ（雪緒）                                   | 福島リラ                       | 福島リラ   |
| シンゲン・ヤシダ（矢志田信玄）                   | 真田広之                       | 真田広之   |
| Dr. グリーン（ヴァイパー）                       | スヴェトラーナ・コドチェンコワ | 甲斐田裕子 |
| ノブロー・モリ（森信郎）                         | ブライアン・ティー             | 飛田展男   |
| ヤシダ（矢志田市朗)シルバーサムライ              | ハル・ヤマノウチ               | 坂口芳貞   |
| ケンイチロウ・ハラダ（原田剣一郎）               | ウィル・ユン・リー             | 内田夕夜   |
| 若い頃のヤシダ                                   | 山村憲之介                     | 山村憲之介 |
| ジーン・グレイ                                   | ファムケ・ヤンセン             | 日野由利加 |
| カメオ出演                                       |                                |            |
| ヤシダの葬儀参列者                               | 関根麻里                       | -          |
| ヤクザ                                           | 小川直也                       | -          |
| 僧侶に扮したヤクザ                               | 角田信朗                       | -          |
| ノンクレジット                                   |                                |            |
| チャールズ・エグゼビア（プロフェッサーX）        | パトリック・スチュワート       | 大木民夫   |
| エリック・マグナス・レーンシャー（マグニートー） | イアン・マッケラン             | 家弓家正   |

## 製作
2009年5月、20世紀フォックスとシード・プロダクションズは『ウルヴァリン:X-MEN ZERO』公開から数日後にして続編の製作を決めた。2009年8月、シリーズ第1作『X-メン』で改稿に関わったクリストファー・マッカリーが脚本に起用され、マッカリーは2010年3月までに脚本を仕上げた。
2010年10月、ダーレン・アロノフスキーが監督に就任し、2011年3月からニューヨークと日本で撮影が開始予定であると報じられた。2010年11月にアロノフスキーは、それまで『Wolverine 2』と呼ばれていた映画の正式なタイトルが『The Wolverine』に決定したことともに、映画はいわゆる続編ではなく一回限りの作品となることを伝えた。
しかし2011年3月、アロノフスキーは監督を降板した。彼はフォックスとの共同声明で降板の理由を「フォックスのパートナーと話し合いを進めるうちに、完成するためには1年近く外国に滞在しなくてはならないことが明らかになった。それだけ長い時間、家族と離ればなれになるのは抵抗があった」と明かしている。また、フォックスは同月に発生した東北地方太平洋沖地震の被害状況を考慮し、製作を急がないとする判断を下した。
2011年5月、『バラエティ』はフォックスが検討している監督候補としてジョゼ・パジーリャ、ダグ・リーマン、アントワーン・フークア、マーク・ロマネク、ジャスティン・リン、ギャヴィン・オコナー、ジェームズ・マンゴールド、ゲイリー・ショアの名を報じ、2011年6月には『Deadline New York』がマンゴールドに決まったと報じた。
2011年8月、フォックスは2011年秋に始まる予定だった撮影を延期した。ジャックマンの『レ・ミゼラブル』の撮影が優先されたためとみられている。2011年9月にはマーク・ボンバックが脚本の改稿を務めることが明らかになった。2012年2月には2013年7月26日の北米における公開日が決まった。
2012年7月には真田、ヤマノウチ、TAO、RILA、リー、ティーの出演と役柄が明らかになり、ジェシカ・ビールがヴァイパーを演じるとも報じられた。しかしビールの出演交渉は決裂したことが後に明らかになり、ヴァイパー役はスヴェトラーナ・コドチェンコワに決まった。
2012年7月31日、オーストラリア・ニューサウスウェールズ州のボタニー湾岸で撮影が開始された。2012年8月3日にはピクトンで町をカナダのユーコン地方に見立てた撮影が開始された。2012年8月25日には日本での撮影が始まり、東京都港区芝公園の東京タワーや増上寺、広島県福山市の福山駅や鞆の浦で2012年9月11日まで行われた。2012年10月8日にはニューサウスウェールズ州での撮影が再開し、2012年10月の12日と13日にはパラマタで東京の街を模した野外での撮影が行われた。
挿入歌の一部には、日本で過去に日本語で発表された楽曲を採用。1970年に由紀さおりが発表した『生きがい』や、2005年に「セクシーオトナジャン」（藤本美貴・夏焼雅・村上愛が参加していたハロー!プロジェクトのシャッフルユニット）が発表した『オンナ、哀しい、オトナ』が使われている。

## ロケ地
- 新宿駅
- 増上寺
- 秋葉原
- 高田馬場
- 上野駅
- 広島県福山市
- 愛媛県今治市大三島町

## 評価
2013年7月26日時点でRotten Tomatoesでは245件の批評家レビューで支持率は69%となっている。またMetacriticでは46件のレビューで加重平均値は61/100となっている。

## テレビ放送
2017年6月9日、日本テレビ系列の『金曜ロードSHOW!』で地上波初放送。